# 喜马拉雅耳稃草
喜马拉雅耳稃草（学名：Garnotia emodi）是禾本科对穗草属的多年生草本植物。分布于不丹、尼泊尔、印度和中国西藏。

## 形态
喜马拉雅耳稃草秆细弱, 丛生，节无毛。叶鞘被疣基长柔毛。叶舌膜质，顶端啮蚀状, 无纤毛。叶片扁平或内卷，两面疏生疣基长柔毛。圆锥花序紧缩, 线形或披针形。花果期7–9月。